# Бен-Джавад
Бен-Джавад — город в Ливии, муниципалитет Сурт. Расположен на берегу залива Сидра. Население около 10 тыс. человек.
Во время восстания в Ливии в 2011 году город 5 марта был занят силами повстанцев, но уже 6 марта они были вытеснены правительственными войсками. 27 марта при поддержке с воздуха международной коалицией повстанцы вновь захватили город, но 29 марта сторонники Каддафи вновь вытеснили повстанцев из города.Силы повстанцев  успешно вернули Бин-Джавад 28 августа 2011 года.